# A. O. L. Atkin
Arthur Oliver Lonsdale Atkin, zitiert als A. O. L. Atkin, er selbst benutzte den Vornamen Oliver, (* 31. Juli 1925 in Liverpool, Merseyside; † 28. Dezember 2008 in Maywood (Illinois)) war ein britisch-US-amerikanischer Mathematiker, der sich mit Zahlentheorie und Modulfunktionen beschäftigte.

## Leben
Atkin arbeitete im Zweiten Weltkrieg an der Entzifferung deutscher Codes in Bletchley Park in der sogenannten Newmanry (geleitet von Max Newman und Shaun Wylie). 1952 promovierte er bei John Edensor Littlewood an der Universität Cambridge (Two problems in additive number theory). Er war ab den 1950er Jahren Professor an der University of Durham und ab den 1970er Jahren an der University of Illinois at Chicago. Er starb an einer Lungenentzündung bei einem Krankenhausaufenthalt infolge eines Sturzes.
Er verbesserte wie auch Noam Elkies Anfang der 1990er Jahre den Algorithmus von René Schoof zur Bestimmung der Anzahl der Punkte auf elliptischen Kurven über endlichen Körpern.
Mit François Morain verbesserte er 1993 einen Primzahltest mit elliptischen Kurven von Shafi Goldwasser und Joe Kilian (1986).
Mit Daniel J. Bernstein führte er 2004 ein schnelles Primzahlsieb ein (Sieb von Atkin).
Er befasste sich auch mit der Partitionsfunktion und Modulfunktionen, wo er für die Atkin-Lehner-Theorie der Modulformen bekannt ist (mit Joseph Lehner). Er befasste sich auch mit den Mondschein-Eigenschaften von Modulformen bezüglich der Monstergruppe. Mit Paul Fong und Stephen D. Smith wies er durch Computerrechnungen die Existenz einer solchen Darstellung der Monstergruppe nach, die die Mondscheineigenschaften zur Folge hatte, konstruiert wurde sie durch Igor Frenkel, James Lepowsky und Arne Meurman.
In den 1960er Jahren nutzte er das Rechenzentrum Atlas Laboratory in Chilton für Berechnungen in der Theorie der Modulfunktionen (als erster Atlas Research Fellow). Teilweise arbeitete er dabei mit Peter Swinnerton-Dyer zusammen (Atkin-Swinnerton-Dyer-Kongruenzen, bewiesen von Anthony Scholl).